# Поділля (Вінниця)

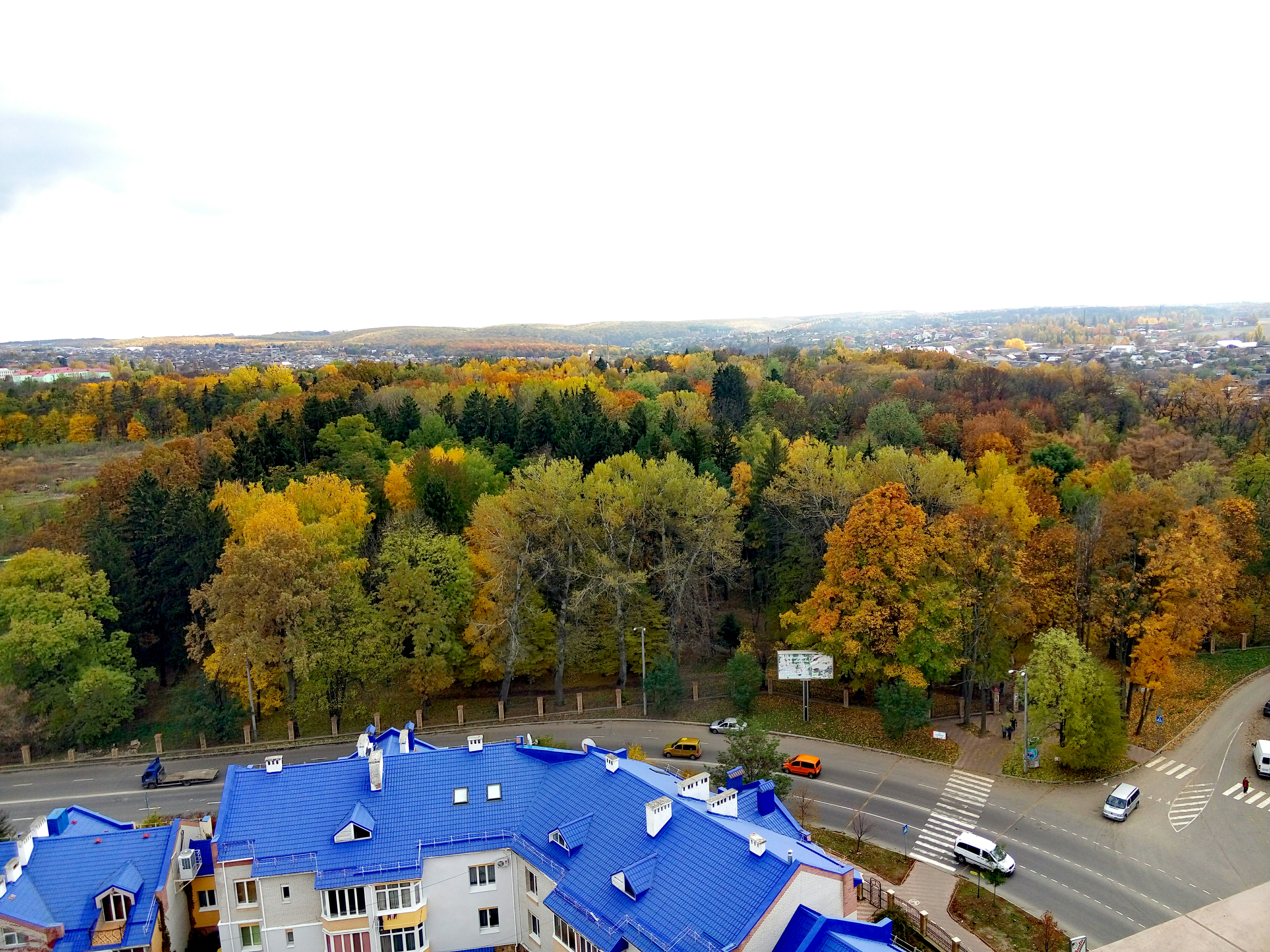
Парк мікрорайона Поділля

49°13′09″ пн. ш. 28°26′42″ сх. д. / 49.219237° пн. ш. 28.444987° сх. д.
Поді́лля — житловий мікрорайон міста Вінниці, знаходиться поблизу мікрорайонів Слов'янка та Свердловський масив, неподалік ріки Південний Буг. Поряд також знаходяться Вінницька обласна психоневрологічна лікарня ім. академіка О.І. Ющенка, Військово-медичний центр ВПС України, Вінницький обласний клінічний госпіталь ветеранів війни, Вінницький медичний коледж ім. акад. Д. К. Заболотного, Вінницький фінансово-економічний університет, ринок «Урожай». Оточений вулицями Пирогова, Родіона Скалецького, Юківка, Зодчих. Також містить вулиці Академіка Ющенка, Бульвар Свободи, Професора Шульги. У районі знаходиться красивий парк з різноманітними деревами та доріжками для прогулянок.
Будівництво розпочалося в 2003 році та станом на 2016 рік район уже майже добудовано. У районі функціонують 2 дитячих садка- ДНЗ № 7 «Подоляночка» [Архівовано 9 вересня 2016 у Wayback Machine.] та ДНЗ № 3 «Перлинка» [Архівовано 26 серпня 2016 у Wayback Machine.], розпочато будівництво середньої школи.
Транспортне сполучення здійснюється тролейбусами № 9, 11, 12, 13, 14, 17, 18, 19,автобусами № 5, 7, 11, 22, 32 маршрутками № 5а, 7а, 10а, 21а, 22а та трамваями № 1, 3, 5.
Мікрорайон Поділля виразно відрізняється від інших районів Вінниці цілковито новою сучасною забудовою та інфраструктурою.